# 义熙
义熙（405年—418年）是東晋皇帝晋安帝司马德宗的第四个年号，共计14年。
义熙十四年（418年）十二月晋恭帝即位沿用，次年改元元熙元年。
武都惠文王楊盛仍舊沿用義熙年號。義熙二十一年（425年）楊盛六月去世，世子楊玄即位後，始奉宋元嘉年號。

## 改元
405年刘裕攻桓玄，营救安帝，将他重新立为东晋皇帝，並因刘裕掌握朝政大权而改元。

## 大事记
- 义熙元年三月二日——晋安帝再次被从桓氏叛军手中解放出来。
- 义熙四年——后秦攻南凉、夏。
- 义熙四年——南凉恢复使用年号。
- 义熙四年——乞伏炽盘攻枹罕。
- 义熙五年——西秦复国。
- 义熙六年——南燕亡。
- 义熙十年——西秦灭南凉。
- 义熙十三年——刘裕北伐，占领长安，后秦亡。
- 义熙十三年二月——李歆继位为西凉国王。

## 出生
- 義熙三年——劉義隆，劉裕第三子，劉宋第三任皇帝。
- 义熙四年——拓跋焘，北魏皇帝

## 逝世
- 义熙元年九月十八日——慕容德，南燕世宗献武帝
- 义熙三年——慕容熙，后燕昭文帝
- 义熙六年——慕容超，南燕皇帝
- 义熙十年——僧肇，东晋佛教学者
- 义熙十三年二月——李暠，西凉第一位国王

## 纪年
| 义熙 | 元年     | 二年   | 三年   | 四年   | 五年   | 六年   | 七年   | 八年   | 九年   | 十年   |
| ---- | -------- | ------ | ------ | ------ | ------ | ------ | ------ | ------ | ------ | ------ |
| 公元 | 405年    | 406年  | 407年  | 408年  | 409年  | 410年  | 411年  | 412年  | 413年  | 414年  |
| 干支 | 乙巳     | 丙午   | 丁未   | 戊申   | 己酉   | 庚戌   | 辛亥   | 壬子   | 癸丑   | 甲寅   |
| 义熙 | 十一年   | 十二年 | 十三年 | 十四年 | 十五年 | 十六年 | 十七年 | 十八年 | 十九年 | 二十年 |
| 公元 | 415年    | 416年  | 417年  | 418年  | 419年  | 420年  | 421年  | 422年  | 423年  | 424年  |
| 干支 | 乙卯     | 丙辰   | 丁巳   | 戊午   | 己未   | 庚申   | 辛酉   | 壬戌   | 癸亥   | 甲子   |
| 義熙 | 二十一年 |        |        |        |        |        |        |        |        |        |
| 公元 | 425年    |        |        |        |        |        |        |        |        |        |
| 干支 | 乙丑     |        |        |        |        |        |        |        |        |        |

## 同期存在的其他政权年号
- 中國
  - 弘始（399年－416年）：后秦政权——姚兴年号
  - 永和（416年－417年）：后秦政权——姚泓年号
  - 光始（401年－406年）：后燕政权——慕容熙年号
  - 建平（400年－405年）：南燕政权——慕容德年号
  - 太上（405年－410年）：南燕政权——慕容超年号
  - 永安（401年－412年）：北凉政权——沮渠蒙逊年号
  - 玄始（412年－428年）：北凉政权——沮渠蒙逊年号
  - 更始（409年－412年）：西秦政权——乞伏乾归年号
  - 永康（412年－419年）：西秦政权——乞伏炽磐年号
  - 嘉平（408年－414年）：南凉政权——秃发傉檀年号
  - 建初（405年－417年）：西凉政权——李暠年号
  - 嘉兴（417年－420年）：西凉政权——李歆年号
  - 龙升（407年－413年）：夏国政权——赫连勃勃年号
  - 凤翔（413年－418年）：夏国政权——赫连勃勃年号
  - 昌武（418年－419年）：夏国政权——赫连勃勃年号
  - 正始（407年－409年）：北燕政权——高雲年号
  - 太平（409年－430年）：北燕政权——冯跋年号
  - 天赐（404年－409年）：北魏政权——拓跋珪年号
  - 永兴（409年－413年）：北魏政权——拓跋嗣年号
  - 神瑞（414年－416年）：北魏政权——拓跋嗣年号
  - 泰常（416年－423年）：北魏政权——拓跋嗣年号
  - 建平（415年－416年）：白亚栗斯、刘虎年号

## 参看
- 中國年號索引

## 外部連結
- 李崇智. . 北京: 中華書局. 2004年12月. ISBN 7101025129.
- 鄧洪波. . 臺北: 國立臺灣大學東亞經典與文化研究計劃. 2005年3月  [2021-11-26]. ISBN 9789860005189. （原始内容 (pdf)存档于2007-08-25）.

| 前一年號： 元兴 | 東晉年號 義熙 | 下一年號： 元熙 |